# Рило (річка)
Рило — річка в Росії, у Рильському районі Курської області. Права притока Сейму (басейн Дніпра).

## Опис
Довжина річки 21 км, площа басейну 104 км².

## Розташування
Бере початок на північному заході від села Коренське. Тече переважно на північний схід через Дугино, Матохино, Кулига і на північно- східній околиці Рильського впадає у річку Сейм, ліву притоку Десни.
Населені пункти вздовж берегової смуги: Вернє Лухтоново, Нижнє Лухтоново, Фонов.
Річку претинає європельський автомобільний шлях Курськ — Льгов — Рильськ — границя України.